# I'm the One (DJ Khaled)
I'm the One è un singolo del DJ statunitense DJ Khaled, pubblicato il 28 aprile 2017 come secondo estratto dal decimo album in studio Grateful. Il singolo vede la partecipazione del cantante canadese Justin Bieber e dei rapper statunitensi Quavo, Chance the Rapper e Lil Wayne.
I'm the One è diventato il ventottesimo brano a debuttare alla prima posizione della Billboard Hot 100 statunitense.

## Antefatti e promozione
DJ Khaled ha inizialmente anticipato la pubblicazione del singolo nel febbraio 2017, pubblicando tramite il suo canale Instagram alcuni scatti del video musicale del brano. Il 24 aprile 2017 il DJ ha annunciato il titolo del brano, la data di pubblicazione e la sua copertina. In base a quanto dichiarato da DJ Khaled, Quavo ha completato la sua parte di brano solamente cinque minuti dopo aver ascoltato la versione strumentale.

## Tracce
1. I'm the One (feat. Justin Bieber, Quavo, Chance the Rapper & Lil Wayne) – 4:48

## Video musicale
Il video musicale d'accompagnamento del brano è stato pubblicato su YouTube il 28 aprile 2017, in concomitanza con la pubblicazione del singolo, ed è stato diretto da Eif Rivera. Nel video compaiono come cameo le modelle Alexa Lawrence e Iryna Ivanova e i membri dei Migos Offset e Takeoff.

## Successo commerciale
Negli Stati Uniti, I'm the One ha fatto ingresso direttamente alla prima posizione della Billboard Hot 100, diventando la prima numero uno per DJ Khaled, Chance the Rapper e Quavo (come artista solista). Inoltre, è diventata la prima canzone hip hop a riuscirci sin da Not Afraid di Eminem nel 2010. Il cantante canadese Justin Bieber ha ottenuto la sua quarta numero uno, dopo i tre singoli estratti dal suo album Purpose. Lil Wayne, invece, ha collezionato la terza numero uno della carriera e la prima dal 2009.
Nel Regno Unito il brano ha debuttato alla prima posizione della Official Singles Chart britannica, segnando la prima numero uno di DJ Khaled, Chance the Rapper, Quavo e Lil Wayne e la quinta per Bieber.
Nel resto del mondo il brano ha raggiunto la prima posizione in Australia, Scozia, Canada e Nuova Zelanda e la top 10 in oltre 20 Paesi, tra cui Germania, Paesi Bassi, Francia e Svezia.

## Classifiche

### Classifiche settimanali
| Classifica (2017-18) | Posizione massima |
| -------------------- | ----------------- |
| Australia            | 1                 |
| Austria              | 2                 |
| Belgio (Fiandre)     | 10                |
| Belgio (Vallonia)    | 17                |
| Canada               | 1                 |
| Colombia             | 46                |
| Corea del Sud        | 7                 |
| Danimarca            | 2                 |
| Filippine            | 2                 |
| Finlandia            | 5                 |
| Francia              | 7                 |
| Germania             | 4                 |
| Irlanda              | 2                 |
| Italia               | 20                |
| Libano               | 3                 |
| Malaysia             | 4                 |
| Norvegia             | 3                 |
| Nuova Zelanda        | 1                 |
| Paesi Bassi          | 4                 |
| Paraguay             | 11                |
| Portogallo           | 3                 |
| Regno Unito          | 1                 |
| Repubblica Ceca      | 3                 |
| Spagna               | 23                |
| Stati Uniti          | 1                 |
| Svezia               | 2                 |
| Svizzera             | 6                 |
| Ungheria             | 12                |
| Venezuela            | 29                |

### Classifiche di fine anno
| Classifica (2017) | Posizione |
| ----------------- | --------- |
| Australia         | 13        |
| Austria           | 30        |
| Belgio (Fiandre)  | 57        |
| Belgio (Vallonia) | 91        |
| Brasile           | 78        |
| Canada            | 10        |
| Danimarca         | 8         |
| Francia           | 55        |
| Germania          | 40        |
| Italia            | 61        |
| Nuova Zelanda     | 7         |
| Paesi Bassi       | 21        |
| Portogallo        | 21        |
| Regno Unito       | 12        |
| Spagna            | 94        |
| Stati Uniti       | 12        |
| Svezia            | 17        |
| Svizzera          | 57        |
| Ungheria          | 97        |